# 土方政人
土方 政人（ひじかた まさと、1957年 - ）は、共同テレビジョン（共テレ）子会社・ベイシス所属の演出家。

## 経歴
数多くのテレビドラマの演出・監督を担当している。代表作には『ショムニ』や『世にも奇妙な物語』がある。フジテレビの作品を多く担当している。近年は共同テレビの永井麗子プロデューサーの作品で3シリーズ連続でメイン監督を務めている。2013年、『謎解きはディナーのあとで』の劇場版にて映画監督デビュー。

## 主な作品

### テレビドラマ
1989年
- 週刊切り絵小説「村は七色」（フジテレビ）

1992年
- NIGHT HEAD（フジテレビ）
- 世にも奇妙な物語 冬の特別編 「穴」（フジテレビ）

1993年
- If もしも「神がくれる幸運、分割でもらうか、一括でもらうか」（フジテレビ）
- If もしも「人生ゲーム　残された2通の遺言状」（フジテレビ）

1994年
- 世にも奇妙な物語 七夕の特別編「罰ゲーム」（フジテレビ）
- 世にも奇妙な物語 秋の特別編「思い出を売る男」（フジテレビ）

1995年
- 世にも奇妙な物語 冬の特別編「鍵」（フジテレビ）
- 世にも奇妙な物語 春の特別編「指環（リング）」（フジテレビ）
- 世にも奇妙な物語 秋の特別編「23歳の老人」（フジテレビ）
- 木曜の怪談（フジテレビ）

1996年
- 世にも奇妙な物語 春の特別編「年功不序列」（フジテレビ）
- 新・木曜の怪談
- 音の犯罪捜査官・響奈津子1（フジテレビ）

1997年
- 新・木曜の怪談「悪霊学園」（フジテレビ）
- 世にも奇妙な物語 秋の特別編・「無実の男」（フジテレビ）
- 音の犯罪捜査官・響奈津子2（フジテレビ）

1998年
- 女浮気調査員・暮林陽子（フジテレビ）
- 世にも奇妙な物語 春の特別編「サムライ化する男」（フジテレビ）
- 世にも奇妙な物語 秋の特別編「黄色が恐い」（フジテレビ）
- 悪いこと「言いません」（フジテレビ）
- ショムニ（1）（フジテレビ）
- ショムニスペシャル
- 板橋マダムス（フジテレビ）

1999年
- 世にも奇妙な物語 秋の特別編「モザイク」（フジテレビ）
- お水の花道（フジテレビ）
- ナオミ（フジテレビ）チーフディレクター
- 結婚できない!!「母親が心配で結婚できない!!」（日本テレビ）

2000年
- 世にも奇妙な物語 秋の特別編「断定男」（フジテレビ）
- ショムニ（2）
- 編集王（フジテレビ）

2001年
- 音の犯罪捜査官・響奈津子4（フジテレビ）
- 世にも奇妙な物語 秋の特別編「ドラマティックシンドローム」（フジテレビ）
- 女子アナ。（フジテレビ）
- 新・お水の花道

2002年
- ショムニFINAL
- 初体験（フジテレビ）
- ツーハンマン（テレビ朝日）チーフディレクター

2003年
- ショムニFOREVER
- 顔（フジテレビ）チーフディレクター
- 独身3!!（テレビ朝日）チーフディレクター

2004年
- 世にも奇妙な物語 春の特別編「Be Silent」（フジテレビ）

2005年
- 音の犯罪捜査官・響奈津子7（フジテレビ）
- 屋台弁護士（フジテレビ）
- 日本の歴史「平安貴族の優雅な一日」（フジテレビ）
- 新米事件記者・三咲1（テレビ東京）
- 殺意（テレビ東京）
- 世にも奇妙な物語 秋の特別編「影武者」（フジテレビ）

2006年
- ユニット（テレビ朝日）
- Ns'あおい（フジテレビ）チーフディレクター
- Ns'あおい スペシャル（フジテレビ）

2007年
- 顔のない女 〜久留島刑事の報告書より〜（テレビ東京）
- 世にも奇妙な物語 春の特別編「回想電車」（フジテレビ）
- ホテリアー（テレビ朝日）
- 屋台弁護士 II（フジテレビ）
- 大グータンヌーボドラマ「グータンな女たち」（関西テレビ）
- 半落ち（テレビ朝日）

2008年
- 鹿男あをによし（フジテレビ）
- 絶対彼氏〜完全無欠の恋人ロボット〜（フジテレビ）チーフディレクター
- 四つの嘘（朝日放送・テレビ朝日）
- 警視庁電話指導官〜深川真理子の事件簿 （テレビ朝日）
- 世にも奇妙な物語 秋の特別編「推理タクシー」（フジテレビ）

2009年
- 絶対彼氏〜完全無欠の恋人ロボット〜スペシャル（フジテレビ）
- 屋台弁護士 III（フジテレビ）
- 白旗の少女（テレビ東京）
- 世にも奇妙な物語 秋の特別編「夢の検閲官」（フジテレビ）
- 行列48時間（NHK）チーフディレクター

2010年
- 交渉人 遠野麻衣子・最後の事件（テレビ朝日）
- ジョーカー 許されざる捜査官（フジテレビ）チーフディレクター

2011年
- スクール!!（フジテレビ）チーフディレクター
- 殺人予告（テレビ朝日）
- 謎解きはディナーのあとで（フジテレビ）チーフディレクター

2012年
- 謎解きはディナーのあとでスペシャル（フジテレビ）

2013年
- dinner（フジテレビ）
- 謎解きはディナーのあとでスペシャル～風祭警部の事件簿～（フジテレビ）
- よろず占い処 陰陽屋へようこそ（関西テレビ）チーフディレクター

2014年
- 星新一ミステリーSP「程度の問題」（フジテレビ）
- あすなろ三三七拍子（フジテレビ）チーフディレクター

2015年
- ゴーストライター（フジテレビ）チーフディレクター

2016年
- 高台家の人々webドラマ
- 世にも奇妙な物語 '16秋の特別編「捨て魔の女」（フジテレビ）[1]

2017年
- 大貧乏（フジテレビ）チーフディレクター
- 明日の約束（関西テレビ）チーフディレクター

2018年
- 白日の鴉 （テレビ朝日）
- ヘッドハンター（テレビ東京）
- SUITS/スーツ（フジテレビ）チーフディレクター

2019年
- ハル〜総合商社の女〜（テレビ東京）チーフディレクター

2020年
- 白日の鴉2（テレビ朝日）

2021年
- 知ってるワイフ（フジテレビ）チーフディレクター

2022年
- 純愛ディソナンス（フジテレビ）
- 雨に消えた向日葵（WOWOW）チーフディレクター

2023年
- 忍者に結婚は難しい（フジテレビ）
- 世にも奇妙な物語 '23夏の特別編「虹」（フジテレビ）
- ハイエナ（テレビ東京）[2]

2024年
- 世にも奇妙な物語 '24夏の特別編「追憶の洋館」（フジテレビ）

### 映画
2013年
- 謎解きはディナーのあとで

2016年
- 高台家の人々[3]

## 受賞歴
- 1998年
  - 第17回ザテレビジョンドラマアカデミー賞 監督賞（鈴木雅之、平野眞、徳市敏之と共に）（『ショムニ』）[4]